# Діггінс (Міссурі)
Діггінс (англ. Diggins) — селище (англ. village) в США, в окрузі Вебстер штату Міссурі. Населення — 305 осіб (2020).

## Географія
Діггінс розташований за координатами 37°10′25″ пн. ш. 92°51′5″ зх. д. / 37.17361° пн. ш. 92.85139° зх. д. (37.173697, -92.851478).  За даними Бюро перепису населення США в 2010 році селище мало площу 2,51 км², з яких 2,50 км² — суходіл та 0,00 км² — водойми.

## Демографія
Згідно з переписом 2010 року, у селищі мешкало 299 осіб у 118 домогосподарствах у складі 92 родин. Густота населення становила 119 осіб/км².  Було 138 помешкань (55/км²).
Расовий склад населення:
| - 97,7 % — білих - 0,3 % — чорних або афроамериканців |

До двох чи більше рас належало 1,3 %. Частка іспаномовних становила 1,0 % від усіх жителів.
За віковим діапазоном населення розподілялося таким чином: 26,1 % — особи молодші 18 років, 63,5 % — особи у віці 18—64 років, 10,4 % — особи у віці 65 років та старші. Медіана віку мешканця становила 41,1 року. На 100 осіб жіночої статі у селищі припадало 92,9 чоловіків;  на 100 жінок у віці від 18 років та старших — 88,9 чоловіків також старших 18 років.
Середній дохід на одне домашнє господарство  становив 56 961 долар США (медіана — 37 500), а середній дохід на одну сім'ю — 76 439 доларів (медіана — 52 250). За межею бідності перебувало 10,0 % осіб, у тому числі 23,9 % дітей у віці до 18 років та 10,4 % осіб у віці 65 років та старших.
Цивільне працевлаштоване населення становило 124 особи. Основні галузі зайнятості: освіта, охорона здоров'я та соціальна допомога — 20,2 %, будівництво — 19,4 %, виробництво — 15,3 %, фінанси, страхування та нерухомість — 14,5 %.